# 다이바오
다이바오(베트남어: Đại Bảo / 大寶 대보 / 1440년 ~ 1442년)는 후 레 왕조(後黎朝) 태종(太宗) 레응우옌롱(黎元龍)의 두번째 연호이다. 일설에는 타이바오(베트남어: Thái Bảo / 太寶 태보)라고 칭하기도 한다.

## 개원
- 티에우빈(紹平) 6년(1439년) 11월에 연호를 다이바오(大寶)로 정하고, 다음 해 1월 1일[1](율리우스력 1440년 2월 3일)에 개원함.[2][3]

- 다이바오(大寶) 3년 8월 12일[4](율리우스력 1442년 9월 15일)에 연호를 다이호아(大和)로 정하고, 다음 해 1월 1일[5](율리우스력 1443년 1월 31일)에 개원함.[2][3]

## 연대 대조표
| 다이바오 | 서기(西紀) | 간지(干支) | 명나라 연호    |
| 원년     | 1440년     | 경신(庚申) | 정통(正統) 5년 |
| 2년      | 1441년     | 신유(辛酉) | 정통 6년       |
| 3년      | 1442년     | 임술(壬戌) | 정통 7년       |

## 동시대 연호

### 중국
명(明)
- 정통(正統) (1436년 ~ 1449년)

### 일본
- 에이쿄(永享) (1429년 ~ 1441년)
- 가키쓰(嘉吉) (1441년 ~ 1444년)

## 같이 보기
- 다른 왕조의 같은 연호
  - 양(梁) 대보(大寶, 550년 ~ 551년)
  - 일본(日本) 다이호(大寶, 701년 ~ 704년)
  - 남한(南漢) 대보(大寶, 958년 ~ 971년)
  - 대리국(大理國) 대보(大寶, 1149년 ~ 1156년)

- 베트남의 연호